# Siegburger Mühlengraben
Der Siegburger Mühlengraben ist ein etwa 4,7 km langer Kanal im System des Flusses Sieg in Siegburg (Rhein-Sieg-Kreis, Nordrhein-Westfalen, Deutschland). 

## Verlauf
Die Abzweigung des Siegburger Mühlengrabens von der Sieg befindet sich auf etwa 60 m ü. NN direkt oberhalb bzw. westlich des Absperrbauwerks vom „Siegburger Siegwehr“. Von dort windet sich das künstlich angelegte Gewässer, das etwa 4 m breit ist, in westnordwestlichen Richtungen durch Siegburg, unter anderem durch das Gelände des Siegwerks, innerhalb dessen er sich in zwei Arme aufteilt, und danach vorbei am Fuß des Michaelsbergs (Standort der Abtei Michaelsberg) weiter in Richtung Innenstadt und „Bertrams Mühle“. 
Anschließend unterquert er auf jeweils wenigen Metern Länge das Amtsgericht und das städtische „Gymnasium Alleestraße“, fließt weiter vorbei am Fuß des Stadtteils Brückberg in Richtung Stadtteil Zange, wonach er ungefähr 160 m unter der ICE-Trasse Köln-Frankfurt verläuft und dann rund 400 m östlich der Agger-Einmündung auf etwa 50 m ü. NN wieder auf die Sieg stößt. Bedingt durch Veränderungen im Mündungsbereich floss der Graben früher zeitweise in die Agger.

## Geschichte
Der Mühlengraben wurde zum größten Teil künstlich angelegt. Das genaue Alter ist unbekannt, erstmals urkundlich erwähnt wurde er im 12. Jahrhundert. Der Abtei Michaelsberg gehörten alle fünf Mühlen am Graben (Mahlmühle, Walkmühle, Lohmühle, Papiermühle und Ölmühle). Nur die Mahlmühle lag im Mittelalter innerhalb der Stadtmauer. Alle übrigen Mühlen befanden sich vor dieser. 
Neben den Mühlen war der Mühlengraben auch für die Bevölkerung von Bedeutung. Man konnte hier das Siegwasser schöpfen und Wäsche waschen. Auch diente er ab dem 15. Jahrhundert als Transportweg für die nahe gelegenen Steinbrüche an den Wolsbergen, bis Anfang des 19. Jahrhunderts wurden diese Steine und andere Lasten auf dem Mühlengraben transportiert.
1839/40 wurde am oberen Teil des Mühlengrabens eine Fabrik (Kattunfabrik) angesiedelt, die für ihre Produktion viel Wasser benötigte. Um den Streit um das Wasser zu umgehen, kauften die Eigentümer alle Mühlen bis 1865 auf. 1914 wurde die Fabrik geschlossen und das Siegwerk trat die Rechtsnachfolge an. Die Mühlen wurden dann 1924 an eine Genossenschaft verkauft. Von 1906 bis 1928 bestand eine Badeanstalt am Mühlengraben.
1993 wurde das einzige Gebäude aus der Mühlengeschichte der Stadt Siegburg (die Mahlmühle) saniert. Das Mühlrad aus dem Jahre 1877 wurde ebenfalls restauriert und sollte jetzt der Stromgewinnung dienen. Wegen seiner starken Laufgeräusche wurde das Wasserrad aber wieder außer Betrieb genommen.